# Fernando Gualtieri
Fernando Gualtieri (Savelli, Calabria, Italia, 8 de noviembre de 1896-Buenos Aires, Argentina, 24 de junio de 1967) fue un impresor, editor y poeta argentino de origen italiano.

## Biografía
Fernando Gualtieri nació el 8 de noviembre de 1896 en Savelli, un municipio de la región de Calabria, en el sur de Italia. Era hijo primogénito de Antonio Gualtieri y María Sacco. Tenía también dos hermanos y tres hermanas. En su localidad natal asistió a la escuela y a los doce años emigró a Argentina. Allí se quedó en Buenos Aires en casa de su tío, Dante Sacco. Este era dueño de una imprenta, lo que llevó a Gualtieri a aprender el oficio de tipógrafo. Esta labor le vinculó muy pronto con la literatura anarquista y no tardó demasiado en escribir sus primeros versos ácratas.
En 1918 publica ¡Ushuaia!, un anatema en verso contra la cárcel del sur de Argentina a donde se enviaba a los anarquistas presos. En abril de 1919 publicó Clarinadas, otro libro de poemas donde exaltaba tanto la Revolución rusa como a la víctimas y represaliados de la Semana Trágica de Buenos Aires. Trabajó por esta época con La voz del Gremio, periódico del Sindicato de camareros.
Entre 1923 y 1924 fue editor de Biblioteca La Palestra. Se trataba de un quincenal libertario donde se abordaban temas de literatura, crítica y arte, así como se publicaban ensayos y obras de ficción. Entre otros autores, se publicaron obras de Anatol Gorélik, Arturo Capdevila, José Portogalo, Almafuerte o Enrique Serantoni. Escribió y publicó también literatura anarquista y folletos literarios en prosa y verso, como los anatemas ¡Yanquilandia!, en defensa de los anarquistas italo-estadounidenses Sacco y Vanzetti, o Santa Cruz. En febrero de 1924 la imprenta fue allanada por la policía y entró en prisión. La policía secuestró también su edición de El héroe del pueblo.
En 1927 pasó a ser codirector de la revista La voz de los tiempos. Dos años después, en 1929, recopiló su obra poética en el libro Versos de amor y de combate. Le dedicó poemas a personajes destacados del mundo anarquista como Ferrer Guardia, José Scalise o José Domínguez Gómez Rojas. Escribió también un soneto en coautoría con Gustavo Riccio, otro poeta italo-argentino.
En la década de 1930 Gualtieri se retiró de la militancia anarquista. Se hizo editor del periódico La voce del calabrese durante seis años y estuvo a cargo del programa radiofónico La hora calabresa. Fundó y dirigió la Sociedad Savallese y el Centro calabrés.
Gualtieri solía enviar sus poemas a las publicaciones anarquistas más diversas. Normalmente recibía reseñas positivas. Sin embargo, el periódico Pampa Libre, cuando recibió su folleto ¡Yanquilandia!, le respondió: «Déjese de versito llorones, que la Pampa necesita brazos y cacúmenes fuertes». Mantuvo también alguna polémica con Diego Abad de Santillán, pues en la década de 1920 tomó una posición equidistante en las polémicas que se dieron entre los periódicos La protesta y La antorcha, destacados entre la prensa anarquista. Por contra, Abad de Santillán se posicionó del lado de La protesta.
Por otra parte, el historiador anarquista Osvaldo Bayer incluyó el poema Maldición de un maldito en el disco de 1985 Los anarquistas (1901-1906). Marchas y canciones de lucha de los obreros anarquisas argentinos, recitado por el actor Héctor Alterio.

## Obra publicada

### Libros
- ¡Ushuaia! Anatema, Buenos Aires, 1918.
- Clarinadas, Buenos Aires, Imprenta Ferrari Hnos., 1919.
- Latigazos. Versos, Buenos Aires, Era Proletaria, 1919.
- Herejías, Buenos Aires, s/e, 1921.
- ¡Yanquilandia! (anatema), Buenos Aires, La Palestra, 1923.
- La Pluma (boceto de crítica social) / Santa Cruz (anatema)”, Buenos Aires, La Palestra, 1923.
- El héroe del Pueblo, Buenos Aires, La Palestra, c. 1925.
- Maldición de un maldito, Buenos Aires, La Palestra, 1926.
- Versos de amor y de combate, Buenos Aires, La Palestra, 1929, prólogo de Francisco S. Fígola.

### Otros
- Prólogo a: Emilio Andrés Álvarez, La expresión del pensamiento (prosa y versos idealistas), Buenos Aires, Independencia, 1928.